# Mitsuru Ushijima
Mitsuru Ushijima (牛島 満, Ushijima Mitsuru, 1887 — 22 de Junho de 1945) foi um general do exército imperial japonês e comandante militar das ilhas Okinawa e Ryukyus.
Ushijima assumiu o comando de Okinawa em agosto de 1944 substituindo o General Masao Watanabe. A luta pela ilha durou três meses e com a derrota iminente acabou se suicidando (Seppuku).

## Vida
Ushijima era natural da cidade de Kagoshima, na província de Kagoshima, na ilha de Kyūshū, no sul do Japão. Ele se formou na Academia do Exército Imperial Japonês em 1908 e depois no Colégio de Guerra do Exército Japonês em 1916. Logo após a formatura, ele foi designado para a Força Expedicionária Japonesa durante a Intervenção Siberiana na base de Vladivostok contra as forças revolucionárias bolcheviques. De 1933 a 1936, ele ocupou cargos administrativos no ministério da guerra japonês antes de ser nomeado a partir de 1936 para o cargo de comandante do 1º Regimento de Infantaria do Exército Japonês, cargo que ocupou até 1937.
Com a eclosão da Segunda Guerra Sino-Japonesa, Ushijima foi promovido ao posto de general de brigada e foi nomeado comandante da 36ª Brigada de Infantaria. Ele foi chamado de volta ao Japão em 1938 para se tornar comandante da Escola de Infantaria do Exército de Toyama. No entanto, já em 1939 Ushijima foi promovido ao posto de major-general e obteve novamente o comando de campo à frente da 11ª divisão que operava na China central, participando de muitos confrontos na China e no estado da Birmânia.
Ele retornou ao Japão novamente em 1941 e foi designado comandante da academia até 1942, quando se tornou comandante da Academia do Exército Imperial Japonês, onde permaneceu até 1944. Como a situação de guerra japonesa na Guerra do Pacífico continuou a se deteriorar, Ushijima foi enviado para a Ilha de Okinawa para assumir o controle do 32º Exército de 120 000 homens para defender as Ilhas Ryukyu da invasão americana. O 32º Exército consistia nas 9ª, 24ª e 62ª Divisões e na 44ª Brigada Independente. Ele imediatamente se esforçou para grandes trabalhos de defesa na ilha, apesar das divergências com seu segundo em comando, general Isamu Chō, e seu chefe de gabinete, coronel Hiromichi Yahara.
Depois que uma nova ação ofensiva liderada por Cho levou ao massacre das tropas japonesas diante das esmagadoras tropas americanas, Ushijima adotou novas táticas sugeridas por Yahara, mas essa linha logo se fragmentou deixando aglomerados de posições defensivas isoladas umas das outras. Ushijima e Cho se retiraram e o resto do 32º Exército foi deixado por conta própria e muitos soldados japoneses tiveram que se render ao inimigo.

Ushijima recusou a proposta de rendição proposta a ele pelo general Simon Buckner e de fato decidiu com o general Cho cometer suicídio primeiro com suicídio ritual e depois com o corte de sua cabeça por seu ajudante de campo. Em vez disso, o coronel Yahara foi capturado pelas forças americanas, pois havia pedido permissão a seu superior para cometer suicídio, mas este lhe negou, afirmando que alguém deveria ter permanecido vivo para contar como os eventos da batalha de Okinawa realmente aconteceram. Yahara mais tarde publicou um livro intitulado The Battle of Okinawa onde descreveu os últimos momentos do General Ushijima. Ushijima é descrito por muitos como cheio de grande humanidade para com seus subordinados e acima de tudo como um amante da ordem e da disciplina.